# مرجمک (جیحان)
مرجمک (به ترکی استانبولی: Mercimek) (به کردی: Mercemek) یک منطقهٔ مسکونی در ترکیه است که در جیحان واقع شده‌است.